# Dubiaranea fruticola
Dubiaranea fruticola là một loài nhện trong họ Linyphiidae. Loài này được phát hiện ở Peru.